# Vlachata Ikossimias
Vlachata Ikossimias  este un oraș în Grecia în prefectura Kefalonia.